# Pairagachha
Pairagachha é uma vila no distrito de Hugli, no estado indiano de Bengala Ocidental.

## Demografia
Segundo o censo de 2001, Pairagachha tinha uma população de 4350 habitantes. Os indivíduos do sexo masculino constituem 50% da população e os do sexo feminino 50%. Pairagachha tem uma taxa de literacia de 80%, superior à média nacional de 59,5%: a literacia no sexo masculino é de 86% e no sexo feminino é de 75%. Em Pairagachha, 9% da população está abaixo dos 6 anos de idade.